# Pico San Millán
El pico San Millán, también conocido como Torruco o El Torruco, es una montaña de la península ibérica y la cumbre de mayor altitud de la provincia de Burgos (Castilla y León, España).  Con una elevación de 2131 metros sobre el nivel del mar y una prominencia de 319 metros, es la segunda montaña más alta de la sierra de la Demanda y a su vez una de las más elevadas del sistema Ibérico.
Se encuentra situado dentro del Espacio natural de la Sierra de la Demanda y convergen en él los términos municipales de Barbadillo de Herreros, Santa Cruz del Valle Urbión y Pineda de la Sierra.

## Toponimia
A lo largo de la historia, el Pico San Millán ha recibido diversos orónimos, varios de ellos llegando a coexistir entre sí. Con el tiempo varios han caído en desuso mientras que otros se han seguido empleando hasta la actualidad. 
El nombre de San Millán, el más usado actualmente, proviene del santo y eremita riojano Emiliano de la Cogolla (conocido como San Millán en el castellano medieval) de gran advocación en la sierra de la Demanda. En documentos medievales, aparece citado como Sant Millan Darande y San Millán de Arandio, remitiendo a la denominación eusquérica de sierra de Arandio con la que también se conocieron estos montes. El nombre de Torruco o El Torruco, tiene mayor tradición y uso entre los naturales de la Sierra pudiendo encontrarlo escrito en varios escritos locales. Su significado es desconocido, aunque la etimología popular lo interpreta como una derivación metonímica de "torre". Es probable que su origen sea más antiguo. Otro término también usado es El Pontón, aunque no se han encontrado suficientes referencias que respalden si su uso es para la totalidad de la montaña o para un determinado paraje cercano a la cima de la misma.

## Geografía

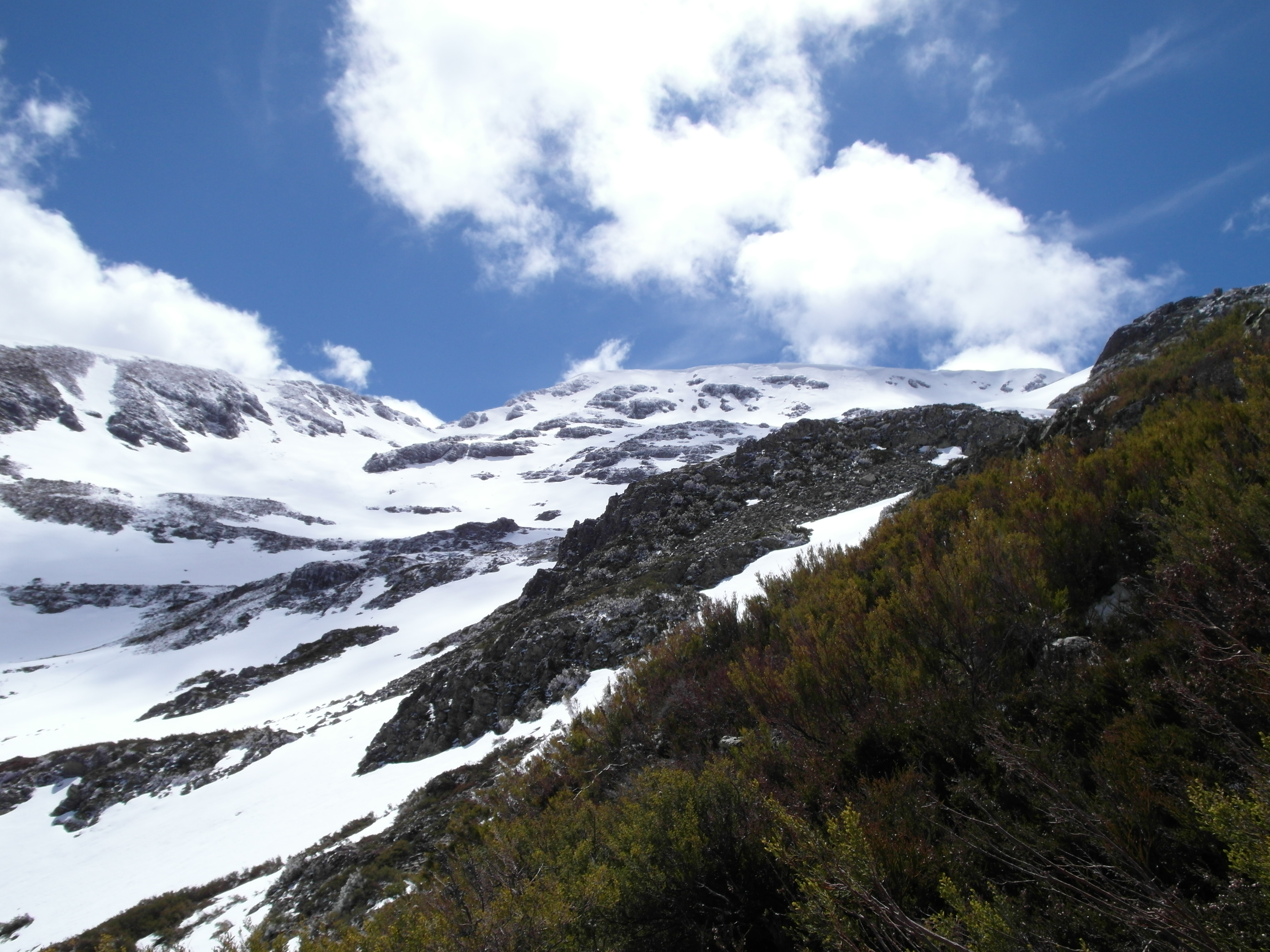
Morfología glaciar en la cara norte

El Pico San Millán, con un aislamiento topográfico de 19,14 km respecto al riojano Bagolrrucia, es una montaña antigua de origen Paleozoico que ha sido moldeada por un prolongado proceso erosivo que ha dado lugar a una cima de forma alomada y poco afilada. Tras el plegamiento original durante la orogenia varisca, hace 300 millones de años, que la elevó y la conformó, sufrió una fuerte erosión durante todo el Mesozoico. La orogenia alpina, iniciada hace 60 millones de años, rejuveneció la montaña, ya de materiales antiguos, elevándola de nuevo sobre las tierras circundantes. Su forma actual se conformó hace unos 10.000 años durante la glaciación Würm, la última del Cuaternario. En su vertiente septentrional  se formo un modesto glaciar, ya desaparecido, que dejó su huella en forma de un pequeño circo con sus correspondientes laguna e incipientes lengua y morrenas. Esta última erosión contribuyó a crear un escarpado y todavía visible relieve sobre los conglomerados, pizarras y metareniscas cámbricas que conforman el núcleo principal de la cumbre.
La cima ocupa el centro de la Sierra de San Millán, principal núcleo montañoso de la Sierra de la Demanda burgalesa, la cual discurre en U de noroeste a noreste, sirviendo de límite natural entre las comarcas de Montes de Oca y La Demanda y Pinares. En ella, además del San Millán, se encuentran de oriente a occidente los picos de Trigaza (2085 m s. n. m.), Cabeza Aguilez (2029 m s. n. m.) y Remendía (1838 m s. n. m.) entre otras cumbres menores. Si bien es cruzada por varias pistas, la sierra de San Millán no es atravesada por ninguna carretera ni puerto de montaña. Todo el conjunto forma parte de la Zona de especial protección  para las aves (ZEPA) y del Espacio Natural de la Sierra de la Demanda.
El San Millán actúa como divisoria entre las vertientes hidrográficas mediterránea al norte y atlántica al sur, así como de las cuencas hidrográficas del Ebro al norte y del Duero al sur. Las aguas de los numerosos manantiales que brotan por sus laderas acaban vertiendo a los ríos Urbión (formado por los arroyos de Armaule, Mayor y la Tejera), junto con las cercanas cascadas de Altuzarra, en su vertiente norte; y en la vertiente sur el río Morales que se unirá con el río de la Secada en el paraje de Casa de la Sierra para dar comienzo al río Pedroso. También al sur del San Millán se sitúa el nacimiento del río Arlanzón, en la fuente de Tañuelos. Aparte de los abundantes arroyos, el San Millán tiene a 1950 metros de altitud en su cara norte una pequeña laguna homónima de origen glaciar y de carácter estacional.

### Clima

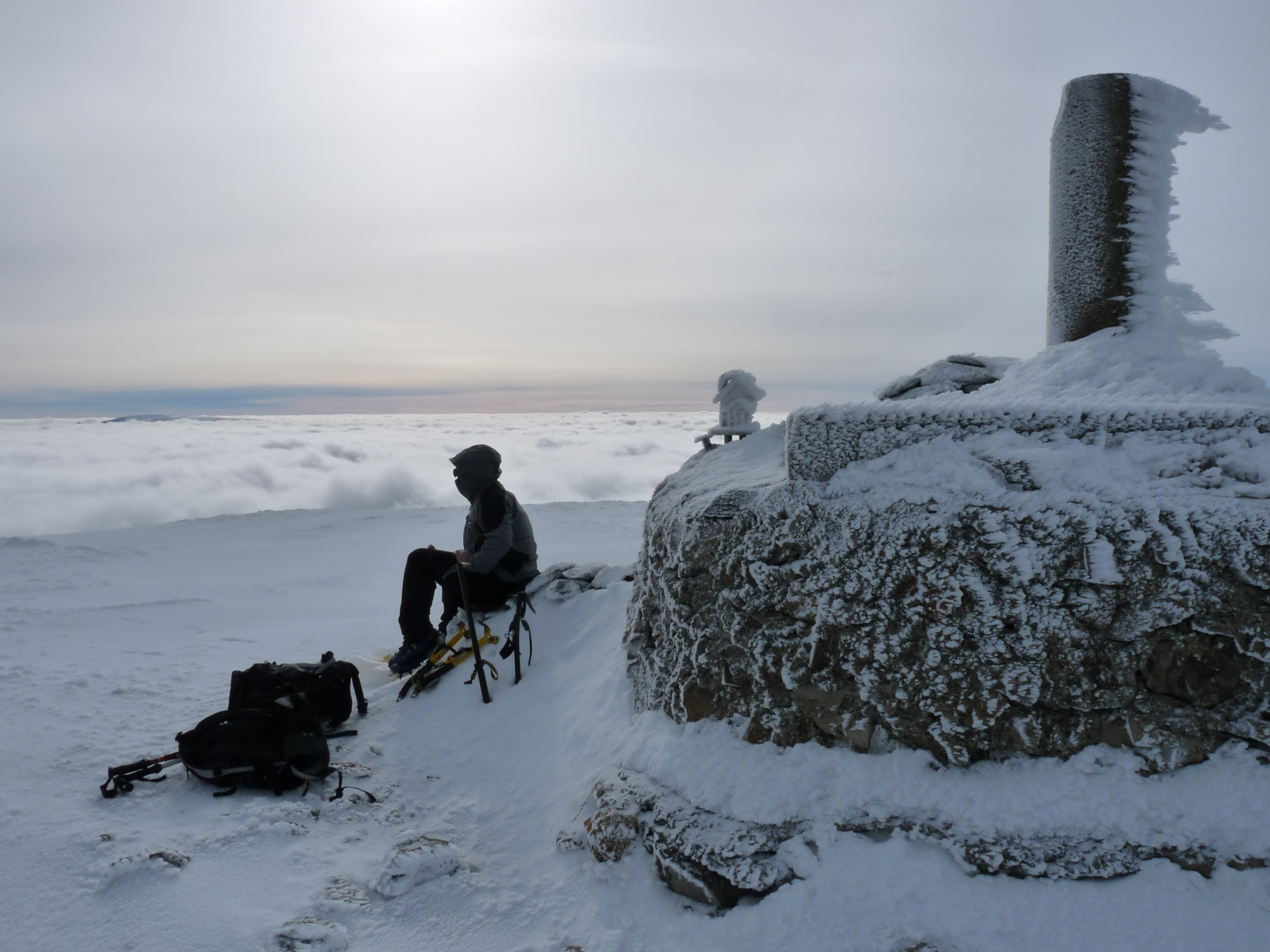
Cima del Torruco-San Millán en invierno

El clima del pico San Millán es el característico de montaña, aunque en las zonas a menor altitud tiene influencias tanto del clima mediterráneo continentalizado como del clima oceánico. Las temperaturas varían con la altitud, es decir, a mayor altura más bajas son, y las precipitaciones también aumentan con la altitud. Las influencias del clima mediterráneo continentalizado se reflejan en la gran variación de temperatura respecto del día y la noche. Esta puede ser de 12 °C en verano y de 5 °C en invierno. Las precipitaciones son, por lo general, abundantes (entre 1200 y 1800 mm/año) y escasean más en verano. Suelen ser en forma de nieve en invierno y en las zonas más altas puede nevar desde octubre hasta mayo. Es preciso diferenciar dos grandes zonas climáticas en las laderas del San Millán, una mas fría y húmeda en la vertiente de umbría y otra mas cálida y seca en la vertiente de solana.

## Medio natural
El pico San Millán y su entorno representan una auténtica encrucijada biogeográfica, donde se entrelazan las regiones mediterránea y eurosiberiana. En las zonas bajas, se extienden amplios rebollares, mientras que en las áreas intermedias predominan umbríos hayedos junto con extensos pinares de repoblación. También se pueden observar otras especies arbóreas, como abedules, acebos, serbales y tejos. A mayor altitud, los bosques dan paso al dominio del brezo, que es reemplazado por roquedos, canchales y pastizales de alta montaña en la cumbre. En esta última, se encuentran especies vegetales caracterizadas por un ciclo vital corto e intenso como la dedalera, la azucena silvestre, la carrasquilla azul, los calzones de cuquillo, la doradilla, el ombligo de venus, la palomilla de muro, el pie de león o el polipodio.
Estos variados ecosistemas albergan una rica fauna, que incluye mamíferos como el lobo, ciervo, corzo, jabalí, nutria, gato montés, ginetas, tejón y desmán de los Pirineos. Entre ellos, también se encontraba el oso pardo hasta su desaparición debido a la caza en el siglo XX. Entre las aves, destacan el águila real, águila culebrera, águila calzada, azor, halcón abejero, búho real, perdiz pardilla, carricero palustre, agateador norteño, verderón serrano, buitre leonado, buitre negro, gavilán, pico picapinos, pico menor, tórtola común, cernícalo vulgar, mirlo común, jilguero y carbonero garrapinos. Además de reptiles como el eslizón ibérico y el tritón alpino. Asimismo, el San Millán se distingue como un lugar privilegiado para el paso de aves migratorias, como gansos y cigüeñas.

## Rutas de ascenso
El San Millán es una de las montañas de la sierra de la Demanda más transitadas por montañeros y senderistas debido a que es una de las más representativas y llamativas de la misma, por tener bastantes y variadas vías de ascenso y por las amplias vistas panorámicas que se disponen desde su cima. Las rutas que presentan más dificultad son las que ascienden por la cara norte puesto que salvan un desnivel superior a los 1100 metros y hay tramos con pendientes pronunciadas e incluso de escalada en algunas de ellas. Mientras que la mayoría de las rutas de la vertiente sur salvan un menor desnivel y las pendientes son más suaves. A continuación se describen las rutas principales:
- Desde Santa Cruz del Valle Urbión: la ruta norte es la difícil, pero probablemente la de mayor belleza. El recorrido se puede empezar bien desde la misma localidad a 961 m.s.n.m. o desde el Área Recreativa de Zarcia a 1045 m.s.n.m.[12]
- Desde Pineda de la Sierra: El recorrido empieza desde la localidad a 1199 m.s.n.m.[15]
- Desde Barbadillo de Herreros: El recorrido empieza desde la localidad a 1283 m.s.n.m.[16]
- Desde el Puerto del Manquillo: Esta ruta desde el sur es la más fácil, puesto que el camino salva el menor desnivel empezando a 1415 m.s.n.m.[17]